# تری لوئیز فیشر
تری لوئیز فیشر (انگلیسی: Terry Louise Fisher؛ زادهٔ ۲۱ فوریهٔ ۱۹۴۶) فیلم‌نامه‌نویس، رمان‌نویس، و تهیه‌کننده تلویزیونی اهل ایالات متحده آمریکا است. وی بین سال‌های ۱۹۸۲ تا ۲۰۰۲ میلادی فعالیت می‌کرد.
وی همچنین برندهٔ جوایزی همچون جوایز امی ساعات پربیننده شده‌است.